# Dysdera solers
Dysdera solers este o specie de păianjeni din genul Dysdera, familia Dysderidae, descrisă de Walckenaer, 1837.
Este endemică în Columbia. Conform Catalogue of Life specia Dysdera solers nu are subspecii cunoscute.